# 凯·约翰逊
凯·约翰逊（英語：Kay Johnson，1940年7月18日—），澳大利亚女子田径运动员。她曾代表澳大利亚参加1958年大英帝国和英联邦运动会田径比赛，获得女子4×110码接力银牌。